# Myriorama (targetes)
Myriorama és el nom usat per referir-se originalment a un conjunt de targetes il·lustrades que els infants del segle XIX podien organitzar i reordenar, formant diferents dibuixos. Més avançat el s. XIX, el nom també es va aplicar a les actuacions que utilitzaven una seqüència d'efectes visuals impressionants per entretenir i informar el públic. La paraula myriorama es va inventar per significar una infinitat (myriad en anglès) d'imatges, seguint el model del panorama, el diorama, el cosmorama i altres novetats. Tot això formava part d'un interès més ampli per veure el paisatge com a panoràmica i de noves formes de presentar escenes “espectaculars”.

## Història
Els primers myriorames eren targetes amb imatges de persones, edificis i altres sobre fons compatibles, i es podien disposar en qualsevol ordre, permetent als nens crear una varietat de paisatges imaginaris. Jean-Pierre Brès, un escriptor infantil francès, va publicar una primera versió, que va descriure com una imatge poliòptica (tableau polyoptique), a principis del segle XIX, i John Clark, de Londres, va prendre la idea i va dissenyar un conjunt de cartes que va anomenar myriorama. El myriorama de la “segona sèrie” de Clark, un “paisatge italià”, va ser produït el 1824, el mateix any que un conjunt similar de cartes en anglès anomenat panoramacopia, creat pel professor de dibuix T. T. Dales.
Més tard, al segle XIX, el terme myriorama va ser utilitzat pels germans Poole per descriure les seves populars panoràmiques en moviment.

## Després de 1950
De vegades es troben reproduccions de targetes d'època, comercialitzades al costat d'altres “joguines tradicionals”. Ralph Hyde va publicar Panoramania! l'any 1988, on reproduïa diversos myrioramas, així com altres panoràmiques sense retallar. Diversos artistes contemporanis han utilitzat la idea com a inspiració per a treballs que han anomenat myriorama.